# Todd Hlushko
Todd Bradley Hlushko (né le 7 février 1970 à Toronto) est un joueur professionnel canadien de hockey sur glace.

## Carrière
Hlushko commence sa carrière en faisant trois saisons dans trois équipes juniors différentes en Ligue de hockey de l'Ontario. Alors que bureau central de scouting de la Ligue nationale de hockey estime que Hlushko sera pris au sixième tour lors du repêchage d'entrée dans la LNH 1990, il n'est repêché qu'au douzième par les Capitals de Washington.
Les Capitals l'inscrivent chez les Skipjacks de Baltimore, un club-école en LAH. Après deux saisons, il se retire du championnat pour rejoindre la sélection canadienne afin de participer aux Jeux olympiques de 1994. Il est présent pendant deux saisons, marquant 44 buts en 113 matchs. Sélectionné pour les Jeux, il marque cinq buts en huit matchs, dont un doublé lors d'une victoire contre la France. Le Canada perd en finale contre la Suède, 2-3 aux tirs au but.
Immédiatement après les Jeux Olympiques, Hlushko signe un contrat avec les Flyers de Philadelphie pour jouer le reste de la saison 1993-1994 de la LNH. Mais il est surtout assigné aux Bears de Hershey en LAH. Il fait son premier match en LNH le 10 mars 1994 contre les Sénateurs d'Ottawa et marque son premier but le 13 mars contre le Lightning de Tampa Bay. Les Flyers le libèrent pour la saison suivante, il rejoint les Flames de Calgary. Il joue la majorité de la saison 1994-1995 avec les Flames de Saint-Jean en LAH. Hlushko participe au championnat du monde de hockey sur glace 1995 où il marque quatre buts en huit matchs et remporte la médaille de bronze.
Lors de la saison 1995-1996, il continue de jouer surtout pour les Flames de Saint-Jean mais manque 25 matchs à cause d'une blessure à l'épaule. Il fait toute la saison 1996-1997 de la LNH avec les Flames de Calgary. En 58 matchs, il marque sept buts et fait onze assistances. Il joue en même temps pour Saint-Jean. Il est transféré la saison suivante. Le 17 juin 1998, Todd Hlushko et Guerman Titov sont échangés avec Ken Wregget et Dave Roche des Penguins de Pittsburgh. Hlushko est encore assigné dans des clubs mineurs. Il joue avec les Griffins de Grand Rapids la saison 1998-1999 de la LIH, où il marque 24 buts en 50 matchs. Il est rappelé par Pittsburgh pour les séries éliminatoires de la Coupe Stanley 1999 et fait deux matchs.
Todd Hlushko choisit de partir en Europe. Il découvre le championnat d'Allemagne au sein des Kölner Haie lors de la saison 1999-2000. La saison suivante, il signe avec les Adler Mannheim qui deviennent champion en 2001. Après quatre saisons chez les Adlers, il joue la saison 2004-2005 avec les Scorpions de Hanovre.
Il met fin à sa carrière professionnelle en 2005, retourne au Canada puis joue deux saisons en senior avec les Real McCoys de Dundas et est aussi l'entraîneur assistant des Storm de Guelph pendant la saison 2005-2006.